# یامونانگر
یامونانگر
شهر یامونانگر (به انگلیسی: Yamunanagar) با جمعیت ۲۲۹٫۳۹۱ نفر در ایالت هاریانا در کشور هند واقع شده‌است.